# Pećine
Pećine (italienska: Pecine) är ett lokalnämndsområde och stadsdel i Rijeka i Kroatien.   

## Geografi
Pećine gränsar till lokalnämndsområdena Centar-Sušak i nordväst, Bulevard och Krimeja i norr samt Podvežica öster. I väster och gränsar stadsdelen till havet där det finns mindre badstränder och vikar lämpliga för bad. 

## Byggnader (urval)
- Tower Center Rijeka